# Jürgen Piepenburg
Jürgen Piepenburg (n. 10 iunie 1941, Karsko⁠(d), Pyrzyce County⁠(d), Pomerania Occidentală, Polonia – d. 7 martie 2025) a fost un fotbalist și antrenor german care a jucat pe postul de atacant și și-a petrecut întreaga carieră de fotbalist la echipa armatei RDG, Vorwärts Berlin, între anii 1963 și 1975, chiar și atunci când acest club a fost mutat la Frankfurt (Oder). A jucat în 236 de meciuri în care a înscris 88 de goluri și are 11 goluri în 22 de meciuri în Cupa Campionilor Europeni, cele mai multe pentru un jucător din Germania de Est. A fost golgeterul ediției Cupei Campionilor Europeni din 1966-1967, înscriind șase goluri, la egalitate cu Paul van Himst.